# أسبوع مكافحة التنمر
أسبوع مُكافحةٌ التنمُر: هو حدثُ سنوي في المملكةِ المتحدة يُعقد في الأسبوعِ الثالثِ من شهرِ نوفمبر ويهدفُ إلى رفعِ مُستوى الوعي حول تنمُر الأطفال والشباب  في المدارسِ وفي أماكنِ أخرى، وتسليطُ الضوء على طرقِ مَنعِه وكرد فعل عليه.
ويَتِم تَنظيم أسبوع مُكافحة التنمُر من قبلِ تحاُلف مُكافحة التنَمُر في إنجِلترا، والذي يتكون من حواليِ 140 مُنظمة عضوة ويتمِ تنسيقُ هذا الحدثُ من قبلِ مُنتدى مُكافحة التًنمُر في أيرلندا الشمالية  الذي يتكون من 25 أعضاءِ مُنظمات من القطاعاتِ التطوعية والقانونية.

## أسابيع مُكافحة التنمُر في إنجِلترا
1. 2004 - الأسبُوع الأول لمكافحةِ التنمُر - 22 إلى 26 نوفمبر 2004 (تَضمَن أيضًا انطلاق مُبادرةُ «قِف لنا» للمدارس الابتدائية والمدارس الثانوية).
2. 2005 - الأسبُوع الثاني لمكافحةِ التنمر - 21 إلى 25 نوفمبر 2005 (تم إطلاقه في قاعةِ وستمنستر المركزية، لندن) وشارك في استضافة هذا الحدث تحالف مكافحة التنمُر  وشايلدلاين وجائزةٌ ديانا التذكارية.
3. 2006 - الأسبوع الثالث لمكافحةِ التنمُر - 20-24 نوفمبر 2006 بعنوان (انظر، توقف، واحصل على مساعدةِ).
4. 2007 - الأسبوع الرابع لمكافحةِ التنمُر - 19-23 نوفمبر 2007 الموضوع حول التنمُر في المجتمعِ (أكثر أمانًا معًا، أكثر أمانًا أينما كنا).
5. 2008 - الأسبوع الخامس لمكافحةِ التنمُر - 17-21 نوفمبر 2008. الموضوع حول الاختلافُ والتنوعُ (مُختلفين، وننتمي معًاً).
6. 2009 [2]- أسبوع مكافحة التنمُر 2009 (16-20 نوفمبر) رَكزَ على التنمُرِ عبَر الإنترنت مع شعارِ (كُن آمنًا في مساحةَ الأنترنت).
7. 2010 - كان موضوع السنة السابعة (22-26 نوفمبر 2010) هو «العملُ معًاً».
8. 2011 - أُقيم الحدث السنوي الثامن بين الاثنينِ 14 نوفمبر و 18 نوفمبر 2011 وكان موضوعه «توقف وفِكر - الكلماتُ يُمكن أن تُؤذي».
9. 2012 - أُقيم الحدث السنوي التاسع في 19-23 نوفمبر 2012.
10. 2013 - أُقيم الحدث السنوي العاشر في الفترة 18-22 نوفمبر 2013، وكان موضوعه «مُستقبلنا: آمن ومُمتع ومُتشابِك».
11. 2014 – أقيم الحدث السنوي الحادي عشر في الفترةِ من 17 إلى 21 نوفمبر 2014، وكان موضُوعه «دعونا نتوقف عن التنمُرِ على الكلِ».
12. 2015 - عُقِدَ في الفترةِ من 16 إلى 20 نوفمبر، وكانَ موضُوعه «اصنع ضجيجًا عن التنمُرِ»
13. 2016 - عُقِدَ في الفترةِ من 14 إلى 18 نوفمبر وكانَ موضُوعه «القوة من أجلِ الخير»
14. 2017 -  عُقِدَ في الفترةِ من 13 إلى 17 نوفمبر وكان موضُوعه «الجميع مختلفًا، الكُل مُتساوى».[2]
15. 2018 - عقد في 12-16 نوفمبر تحت شعار "اختيار الاحترام.[3]

## حملات أسبوع مكافحة التنمُر في أيرلندا الشمالية هي
تُقام الحملة السنوية في أيرلندا الشمالية خلالِ نفس الأسبوع، ولكن تحتِ شِعارات مُختلفة.
1. - 21-25 نوفمبر 2005 - إطلاق مُنتدى أيرلندا الشمالية لمُكافحةِ التنمُر
2. - 20-24/ نوفمبر 2006 - «لا تقف فقط هناك» - دور المارة
3. - 19-23 نوفمبر 2007 - موضوع ثنائي - «التنمُر بسببِ العِرقِ والاعتقادِ والثقافةِ» و «التنمُرِ عبَر الإنترنت»
4. - 17-21 نوفمبر 2008 - «مُعالجة الخوفِ من التعرضِ للتنمُر في مدرسةِ جديدةِ»
5. - 16-20 نوفمبر 2009 - «التنمُر في الطريقِ من وإلى المدرسةِ»
6. - 15-19 نوفمبر 2010 - «أين يقِع التنمُر؟ ... وكًيف يُمكِننا إيقافه؟» – البلطجة من النقاطِ الساخنةِ في المدرسةِ.
7. - 14-18 نوفمبر 2011 - «الحَد من التنمرِ عبرَ الأنترنت»
8. - 19-23 نوفمبر 2012 - «الجميع هو شخصٌ ما» - التنمر بدافع من الاختلافِ والتحاملِ.
9. - 18-22 نوفمبر 2013 - «أرى، أسمع، أشعُر» - بما في ذلك إستدعاء الأسماء ونشر الإشاعات و «النظرات القذرة» والتنمُر عبرَ الإنترنت.
10. - 17-21 نوفمبر 2014 - «سنعمل معًا على إحداثِ فرقِ – إنهى التنمُر الآن!» - الأدوار الفردية والجماعية في معالجة التنمُر.
11. - 16-20 نوفمبر 2015 - «ماذا يَعنى التنمُر بالنسبة لي؟» - تعريف وفهم سلوك التنمُر.